# Patricia Marietje Mawson
Patricia Marietje Mawson (geb. 13. April 1915 in Windsor; gest. 16. Dezember 1999 in Brighton), auch als Patricia Marietje (Pat) Thomas bekannt, war eine australische Helminthologin. Nach ihr ist die Gattung Mawsonascaris benannt.

## Leben
Patricia Marietje Mawson war die älteste Tochter des Geologen und Antarktisforschers Sir Douglas Mawson und seiner Frau Francisca Adriana. Sie wuchs bei ihrer Großmutter mütterlicherseits in San Francisco auf, als ihre Eltern am Ersten Weltkrieg dienten. 1918 kehrte sie mit ihrer Großmutter nach Brighton, einem Vorort von Adelaide zurück. Hier komplettierte sie die Grundschule und besuchte dann bis 1932 die Woodlands Church of England Girls’ Grammar School. Mawson wollte Tierärztin werden, die Vorstellungen ihrer Familie hielten sie jedoch davon ab, nach Melbourne zu gehen. Stattdessen studierte sie Wissenschaften an der University of Adelaide, an der auch ihr Vater als Professor für Geologie lehrte. 1936 erwarb sie den BSc, 1938 den MSc. Ihre Masterarbeit schrieb sie über parasitische Fadenwürmer bei australischen Beuteltieren bei Thomas Harvey Johnston. Zwischen 1938 und 1980 war sie in befristeten Anstellungen an der University of Adelaide tätig. Während einer Exkursion lernte sie den Waliser Zoologiedozenten Morris Thomas kennen, beide heirateten am 14. Januar 1947. 1954 weilte sie mit einem Stipendium am Institute of Parasitology der McGill University in Kanada und verbrachte auch einige Zeit in einem Labor in den Niederlanden. Von 1980 bis zu ihrer Emeritierung war sie als Kuratorin am South Australian Museum tätig.
Mawson beschäftigte sich sowohl mit parasitischen als auch freilebenden Fadenwürmern Australiens und der Antarktis, bei einer Vielzahl von Wirtsarten (Beuteltiere, Planzentalia, Monotremate, Vögel, Fische, Amphibien und Reptilien). Unter ihrem Mädchennamen publizierte sie über 100 wissenschaftliche Arbeiten, vor allem deskriptive und taxonomische. Zudem baute sie die Helminthen-Sammlung des South Australian Museum zu einer Einrichtung von internationaler Bedeutung aus. Hierbei arbeitete sie eng mit Madeline Angel und Stan Edmonds zusammen.